# Martinsen
Martinsen ist ein ursprünglich patronymisch gebildeter Familienname mit der Bedeutung „Sohn des Martin“.

## Namensträger
- Alf Martinsen (1911–1988), norwegischer Fußballspieler
- Andreas Martinsen (* 1990), norwegischer Eishockeyspieler
- Andreas Martinsen (Leichtathlet) (* 1990), dänischer Leichtathlet
- Bo Martinsen (* 1975), grönländischer Politiker (Demokraatit)
- Emilie Martinsen (* 1984), dänische Springreiterin
- Franziska Martinsen (* 1975), deutsche Politikwissenschaftlerin und Hochschullehrerin
- Håvard Martinsen (* 1978), norwegischer Handballspieler
- Horst Martinsen (* 1938), deutscher Fußballspieler
- Knud Børge Martinsen (1905–1949), dänischer Offizier
- Kristian Martinsen (* 1979), norwegischer Biathlet
- Ivar Martinsen (1920–2018), norwegischer Eisschnellläufer
- Marielle Martinsen (* 1995), norwegische Handballspielerin
- Odd Martinsen (* 1942), norwegischer Skilangläufer
- Oliver Flügel-Martinsen (* 1977), deutscher Politikwissenschaftler
- Øystein Martinsen (* 1976), norwegischer Schauspieler
- Petter Martinsen (1887–1972), norwegischer Turner
- Ragnvald Martinsen (1906–1987), norwegischer Radrennfahrer
- Renate Martinsen (* 1954), deutsche Politikwissenschaftlerin
- Svend Martinsen (1900–1968), norwegischer Ringer
- Tom Martinsen (1957–2019), norwegischer Opernsänger (Tenor)

Siehe auch:
- Martinson
- Martinsson
- Martienssen
- Martienzen